# Fighting (film)
Fighting – amerykański film sensacyjny z 2009 roku w reżyserii Dita Montiela. Wyprodukowany przez Rogue Pictures.
Światowa premiera filmu miała miejsce 24 kwietnia 2009 roku, natomiast w Polsce odbyła się 16 października 2009 roku.

## Opis fabuły
Nowy Jork. Sean MacArthur (Channing Tatum) sprzedaje na ulicy podrabiane towary. Napada na niego grupa mężczyzn nasłanych przez kontrolującego teren Harveya Boardena (Terrence Howard). Sean przegania intruzów. Wzbudza tym zainteresowanie Harveya. Gangster proponuje mu udział w nielegalnych turniejach. Wizja wysokich wygranych przekonuje chłopaka do zawarcia układu z Boardenem, który jednocześnie staje się jego mentorem i menedżerem. Niemal z dnia na dzień Sean osiąga status gwiazdy. Przekonuje się jednak, że wycofanie się z krwawych pojedynków i powrót do normalnego życia są niemożliwe.

## Obsada
- Channing Tatum jako Shawn MacArthur
- Terrence Howard jako Harvey Boarden
- Luis Guzmán jako Martinez
- Brian White jako Evan Hailey
- Flaco Navaja jako Javon Wilkinson / Ray Ray
- Cung Le jako Dragon Lee
- Zulay Henao jako Zulay Valez
- Roger Guenveur Smith jako Jack Dancing
- Anthony DeSando jako Christopher Anthony
- Peter Tambakis jako Z
- Michael Rivera jako Ajax